# Fantasia Barrino
Fantasia Monique Barrino (* 30. června 1984), nebo prostě Fantasia, je popová, R&B a soulová zpěvačka, která se proslavila coby vítězka show American Idol 2004. Její první album Free Yourself, bylo komerčně úspěšné a získalo čtyři nominace na ceny Grammy. Její druhé album Fantasia vyšlo 12. prosince 2006. Také si zahraje postavu Celie v broadwayské hře The Color Purple.

## Biografie

### Dětství
Fantasia se narodila a žila ve městě High Point v Severní Karolíně. Její rodina cestovala a vystupovala a pro místní nahrávací společnost nahrála CD „Miracles“ (Zázraky). Fantasiin styl zpěvu ovlivnily gospelové zpěvačky jako Shirley Caesar a The Clark Sisters a R&B legendy jako Aretha Franklin, Patti LaBelle, Gladys Knight, and Chaka Khan.
Po sexuálním útoku, po kterém se cítila poníženě, odešla ze střední školy. V pozdějším vztahu Fantasia otěhotněla. 8. srpna 2001 se jí narodila dcera Zion Quari' Barrino.

### American Idol
Fantasia okamžitě v soutěži American Idol zaujala se svým soundem ovlivněným gospelem a výrazným projevem na jevišti. Na prvním castingu zazpívala píseň Tiny Turner „Proud Mary“ a stala se tak okamžitě jedním z favoritů soutěže. Její vynikající vystoupení při večeru filmových melodií s písní od Porgy and Bess „Summertime“. Tuto píseň tak procítila, až se rozplakala a získala velkou chválu od poroty a toto vystoupení se na cenách Emmy dostalo na seznam nejlepších televizních momentů roku 2004. Porotce Randy Jackson toto vystoupení také označil za nejlepší, jaké kdy v soutěži American Idol viděl.
Fantasia se dostala až do finálové dvojky, avšak bylo to provázeno nepříjemnostmi. Po jednom večeru skončily totiž tři velmi chválené zpěvačky, všechny afroamerického původu, ve spodní trojici. Spolu s Fantasiou to byly LaToya London a Jennifer Hudson. Hostující umělec Elton John tento výsledek označil za rasismus.
Při závěrečném vystoupení třetí série American Idol zazpívala Fantasia píseň „Summertime“ podruhé a znovu si od poroty vysloužila chválu a jeden z porotců, Simon Cowell jí řekl,že je tou nejlepší zpěvačkou v historii všech soutěží Idol a to nejen amerických. 26. května 2004 přišlo šedesátpět milionů hlasů,které měly rozhodnout o vítězi třetí řady soutěže American Idol.Je to největší počet hlasů,který kdy do soutěže přišel. Fantasia se stala vítězkou a svoji konkurentku Dianu DeGarmo porazila o 1,3 milionů hlasů.
Fantasia jela spolu s dalšími finalisty turné po Americe a objevila se ve vánočním pořadu Kelly, Ruben and Fantasia: Home For the Holidays.

### 2004–2005:Free Yourself
Už pouze jako Fantasia vydala v červnu 2004 svůj první singl „I Believe“ u nahrávací společnosti RCA. Na singlu byla píseň „I Believe“, kterou napsala finalistka první řady American Idol Tamyra Gray. Fantasia tuto píseň zpívala i na finále American Idol. Dále tam byla coververze písně "Chain of Fools" od Arethy Franklin a coververze písně "Summertime". Singl debutoval v hitparádě Billboard Hot 100 na prvním místě a Fantasia se tak stala prvním umělcem, který toto se svou první nahrávkou dokázal. 
V žebříčku prodejnosti zůstal nepřetržitých 11 týdnů na prvním místě, což byl na účastníka soutěže American Idol nejlepší výkon. Stal se tak nejlépe prodávaným singlem v Americe v roce 2004, byl dvakrát platinový a Fantasia za něj získala tři ceny Billboard Awards.
Fantasiino debutové album Free Yourself vyšlo v listopadu 2004. V hitparádě Billboard 200 debutovalo na osmém místě a v prvním týdnu prodeje se ho prodalo 240,000 kusů. Dodnes se ho prodalo přes dva miliony kusů po celém světě a v U.S.A. se stalo platinovým. Písně "Truth Is" a "Free Yourself" se staly hity, dostaly se na druhé a třetí místo v hitparádě Billboard R&B/Hip-Hop Tracks chart. Píseň „Baby Mama“ – kterou kritici označili za kontroverzní (prý podporuje svobodné matky)  Archivováno 20. 7. 2015 na Wayback Machine. – se dostala do top20. Fantasia si ještě lépe vedla v hitparádě Billboard Adult R&B Airplay, kde se stala prvním umělcem, který měl v top 3 současně dva singly. [nedostupný zdroj]. Píseň „Truth Is“ strávila čtrnáct týdnů na prvním místě. V roce 2006 byla Fantasia nominována na čtyři ceny Grammy. Na tomto ceremoniálu vystupovala s Aerosmith, Joss Stone, Johnem Legendem, Maroon 5 a Ciarou a společně vzdali hold kapele Sly and the Family Stone.
Během roku 2005 vystoupila kvůli propagaci svého alba mnohokrát v televizi. V seriálu American Dreams si zahrála Arethu Franklin a zazpívala její píseň „Respect“. V namluvila jednu z postav v epizodě seriálu Simpsonovia zahrála si samu sebe v sitcomu All of Us (Všichni z nás). Také se třikrát objevila jako hudební host v The Tonight Show with Jay Leno . 25. března 2005 vystoupila na třicátých šestých cenách NAACP Image Awards na počest senátora státu Illinois Baracka Obamy. Na tomto ceremoniálu vyhrála cenu za Vynikající ženskou umělkyni. V květnu a červnu 2005 se Fantasia vydala na první turné se svou živou kapelou a jako předskokany si vzala zpěváky Kema a Rahsaana Pattersona. Také se objevila na několika festivalech jako Saint Lucia Jazz Festival a Reggae Sumfest na Jamajce. V říjnu 2005 jela jako předskokanka pro Kanyeho Westa na jeho Touch the Sky Tour.  Archivováno 29. 12. 2008 na Wayback Machine.
V září 2005 vydala Fantasia své paměti (které nadiktovala nezávislému spisovateli), Life Is Not a Fairy Tale. Kniha se stala bestsellerem, dostala se na sedmé místo. V knize odhalila, že je negramotná. Stanice ABC s ní o tomto udělala rozhovor , ve kterém uvedla, že nebyla schopna číst smlouvy a písně si prostě zapamatovávala.
Fantasia si zahrála samu sebe v autobiografickém filmu pro Lifetime Television Life Is Not a Fairy Tale (Život není pohádka). Film režírovala Debbie Allen. Tento film v jeho premiéře sledovalo 19 milionů lidí a stal se tak druhým nejsledovanějším filmem v historii televize. 

### NováFantasia
V létě 2006 ukončila spolupráci se svým managementem a vyhodila všechny své poradce z American Idol.  Našla si nový management a brzy nato (přesněji 12. prosince 2006) vydala své druhé album s prostým názvem „Fantasia“. Album produkovali Missy Elliott, Swizz Beatz, Dre & Vidal, Diane Warren, Tone Mason a další.
V roce 2007 Fantasia svůj management opustila a našla si nový. Bude vystupovat na novém albu Arethy Franklin A Woman Falling out of Love. 27. ledna 2007 vystoupila na koncertu, který se konal na počest Arethy Franklin a vystoupila zde s písněmi "Baby, I Love You" a "Rock Steady".

## The Color Purple
V únoru 2007 vystupovala znovu v show American Idol, kde oznámila, že bude hrát v broadwayském muzikálu The Color Purple, který bude mít premiéru 10. dubna 2007.

## Diskografie
| Rok  | Album                                                          | Umístění | Umístění | Prodej a certifikace                                        |
| Rok  | Album                                                          | USA      | UW       | Prodej a certifikace                                        |
| ---- | -------------------------------------------------------------- | -------- | -------- | ----------------------------------------------------------- |
| 2007 | Free Yourself - 1. studiové album - Vydáno: 23. listopadu 2004 | 8        | 12       | Celosvětově: 2,100,000+ USA: 1,700,000 Certifikace: Platina |
| 2006 | Fantasia - 2. studiové album - Vydáno: 12. prosince 2006       | 19       | 38       | Celosvětově: 567,000+ USA: 496,000 Certifikace: Zlato       |